# タイ・ジャーナリスト協会
タイ・ジャーナリスト協会（タイ語:สมาคมนักข่าวนักหนังสือพิมพ์แห่งประเทศไทย、英語:Thai Journalist Association）はタイ王国の報道に携わるジャーナリストの職能団体。 2000年3月2日に、タイ報道記者協会（สมาคมนักข่าวแห่งประเทศไทย）とタイ新聞記者協会が組織統合して設立。タイの報道ジャーナリストが団結して、報道の水準を維持し、報道倫理を遵守することを目的にしている。

## 事務局会長
1. カウィー・チョンギタウォン（กวี จงกิจถาวร：ネーション編集長）2000年、2001年
2. ウィーラ・プラティープチャイグーン（วีระ ประทีปชัยกูร:バンコック・ポスト編集長）2002年、2003年
3. プサディー・キートウォンナート（ผุสดี คีตวรนาฎ　新中原報編集長 ）2004年、2005年
4. パッタラ・カムピタック（ภัทระ คำพิทักษ์：ポスト・トゥデー編集長）2006年（2006年3月-10月まで、任期満了前に離職し、タイ国家立法議会に参加。副会長ナートヤー・チェートチョーティロット（นาตยา เชษฐโชติรส：バンコック・ポスト）が代理）
5. ナートヤー・チェートチョーティロット 2007年、2008年
6. プラソン･ルートラッタナウィスット（ประสงค์ เลิศรัตนวิสุทธิ์ ASTVプーヂャッガーン）2008年10月-